# Netrobówka
Netrobówka, Netrebówka (ukr. Нетребівка) – wieś na Ukrainie, w obwodzie winnickim, w rejonie tomaszpolskim.
W czasach Rzeczypospolitej wieś leżała w województwie bracławskim. Odpadła od Polski w wyniku II rozbioru.